# マット・テイヴェン
マット・テイヴェン（Matt Taven、1985年3月20日 - ）は、アメリカ合衆国の男性プロレスラー。
ニューハンプシャー州デリー出身。本名、マシュー・マリネリ（Matthew Marinelli）。AEW所属。

## 来歴
2008年3月7日、プロレスデビュー。
2013年3月2日、ROH11周年記念興行に出場し、アダム・コールが保持するROH世界TV王座に挑戦。これに勝利を収め、第7代王者に輝く。その後、12月14日のトマソ・チャンパに敗れるまで、11度の防衛に成功した。
2014年5月17日、ROHと新日本プロレスの合同興行「WAR OF THE WORLDS」のオープニングマッチに出場。ACH、トマソ・チャンパと組み、ロッキー・ロメロ&アレックス・コズロフ&渡辺高章組と対戦。試合は自身が渡辺からピンフォールを奪い、勝利を収めた。
同年11月7日、マイケル・ベネットとタッグを結成し、キングダムの一員となる。22日には新日本プロレスが主催するWORLD TAG LEAGUEにベネットと共に出場。4勝3敗という結果に終わった。
2015年3月1日、ROH13周年記念興行「Winner Takes All」に出場。ベネットとのタッグで、ジ・アディクション（クリストファー・ダニエルズ&フランキー・カザリアン組）、カール・アンダーソン と3WAYマッチで対戦。試合はアンダーソンからピンフォール勝ちを収めた。
同年4月5日、両国国技館で行われた新日本プロレス「SAKURA GENESIS」において、ベネットとのタッグでアンダーソン&ギャローズ組を破りIWGPタッグ王座を獲得。
2019年4月6日、ニューヨークで行われたROHと新日本プロレスの合同興行「G1 Supercard」において、ジェイ・リーサルを破りROH世界ヘビー級王座を獲得。

## 得意技

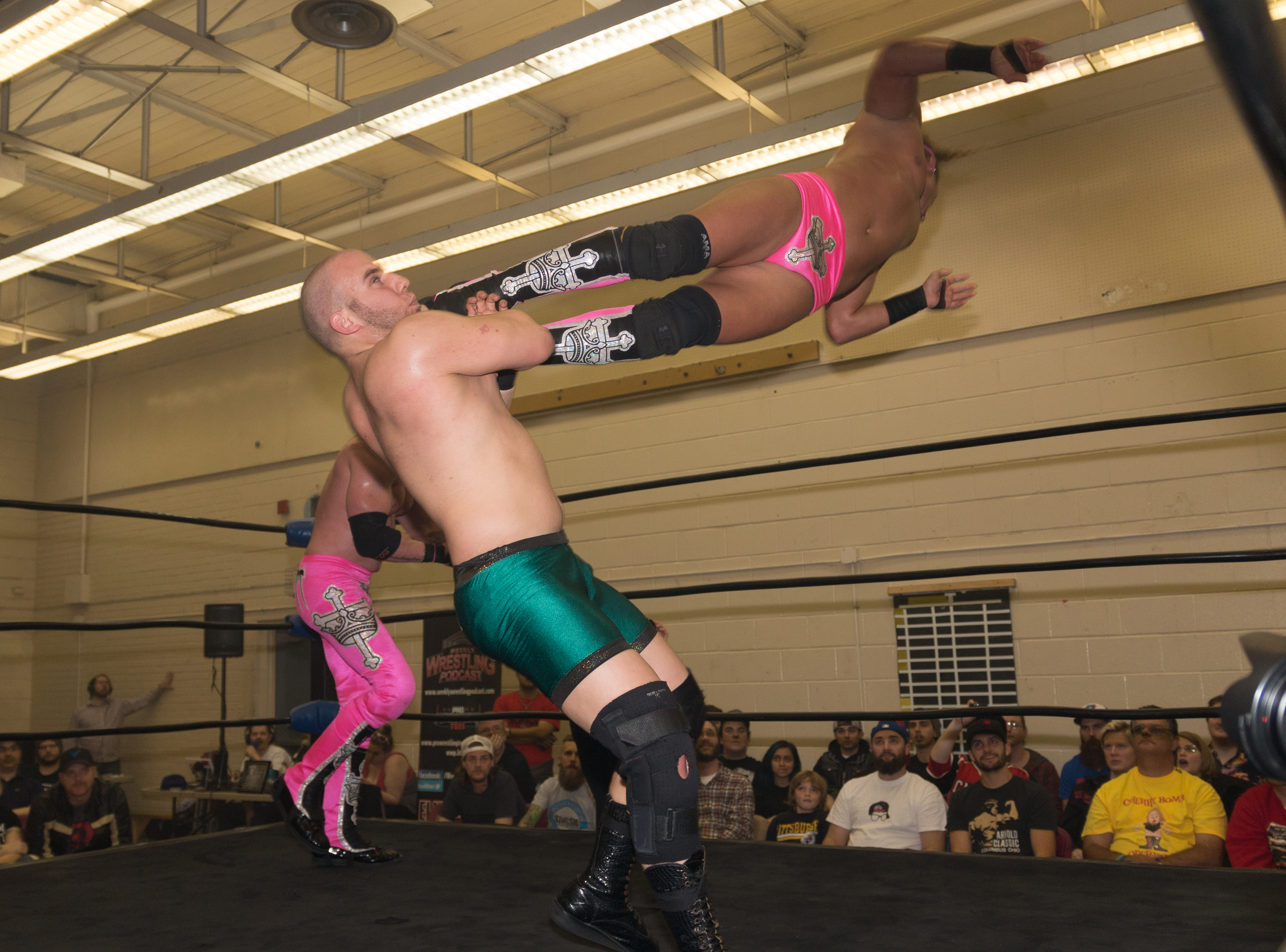
ミサイルドロップキック

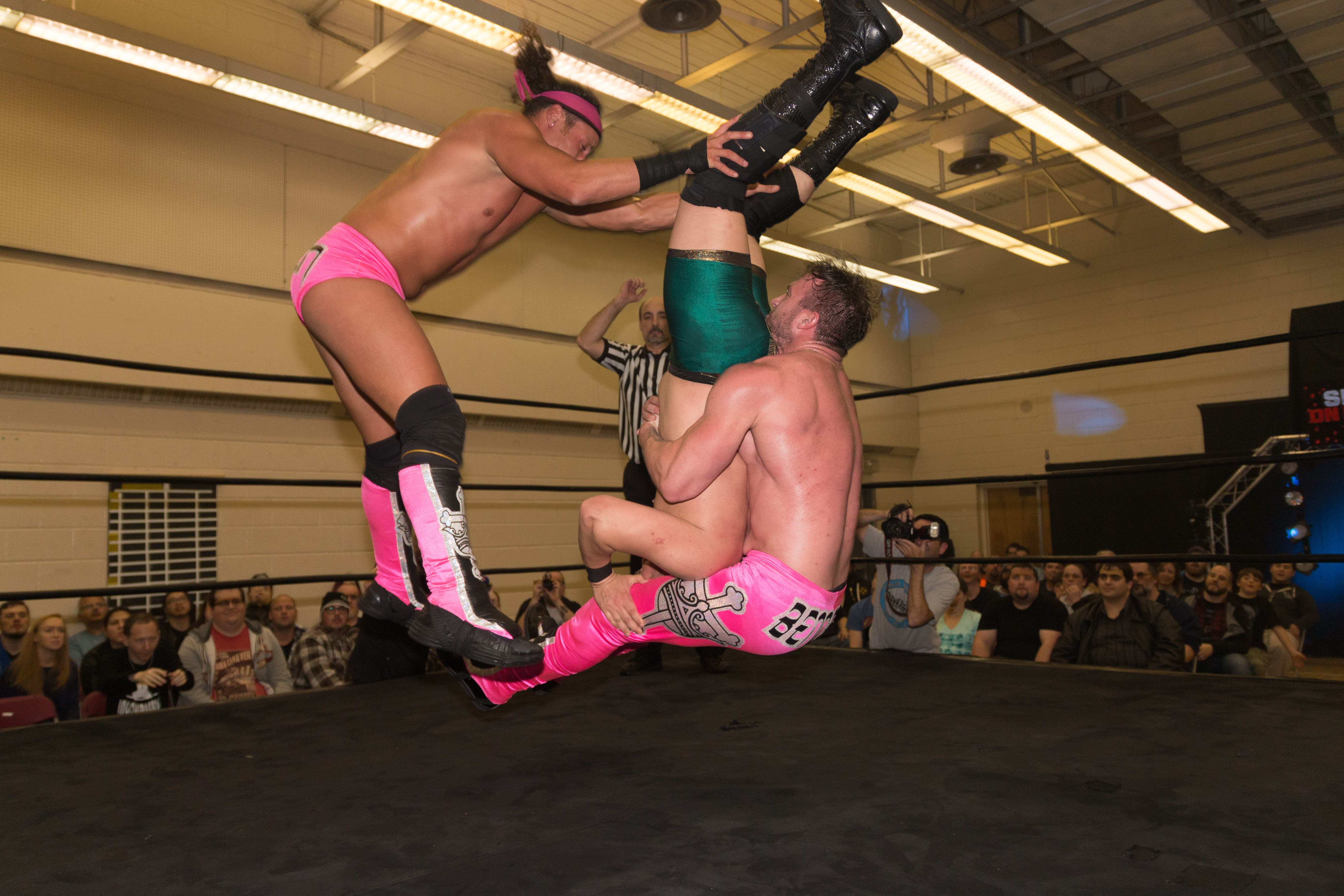
ヘルメリー

### フィニッシュ・ホールド
クライマックス
相手をヘッドロックで極めた後、勢いよく前方へ倒れ込み相手を顔面からマットに叩きつける変型のヘッドロック・ドライバー。
オーロラ・ボレアリス

### 打撃技
ジャックナイフチョップ
エルボー
ヨーロピアン・アッパー
ナックルパンチ
ドロップキック
ランキング・ニーキック
相手が長座状態になったら自ら助走し相手の顔面に目掛けて決めるランニング・ニーキック。
ラウンドハウスキック
スピンキック
後ろ回し蹴り。
川田のそれは回転しながら斜めに倒れこむようにして蹴り足を高く上げ、脹脛から先で相手の胸部から顔面にかけて狙う独特のものである。
フライングチャック
セカンドロープの反動を使っての回し蹴り。
セカンドローの上に乗り上げてリバウンドして、体を半回転させキックする。主にカウンターやフィニッシャーへの繋ぎとして使う。

### 投げ技
コークスクリュー・ネックブリーカー
前かがみの相手の首を捕らえ、自らが前方に回転してきめる変型ネックブリーカー。
スープレックス
スーパープレックス
ジャーマンスープレックス
ベリー・トゥー・バック・スープレックス

### 合体技
ヘルメリー
マイケル・ベネットとの合体技。ベネットがパイルドライバーの体勢で相手を持ち上げ、ターバンがトップロープから飛びついて決める高角度のハイジャック・パイルドライバー。
同タッグとしてはフィニッシュ・ホールドとして用いられている。
ネックチェック
プロントンパック

## タイトル歴
ROH
- ROH世界王座（第30代）
- ROH世界TV王座（第7代）

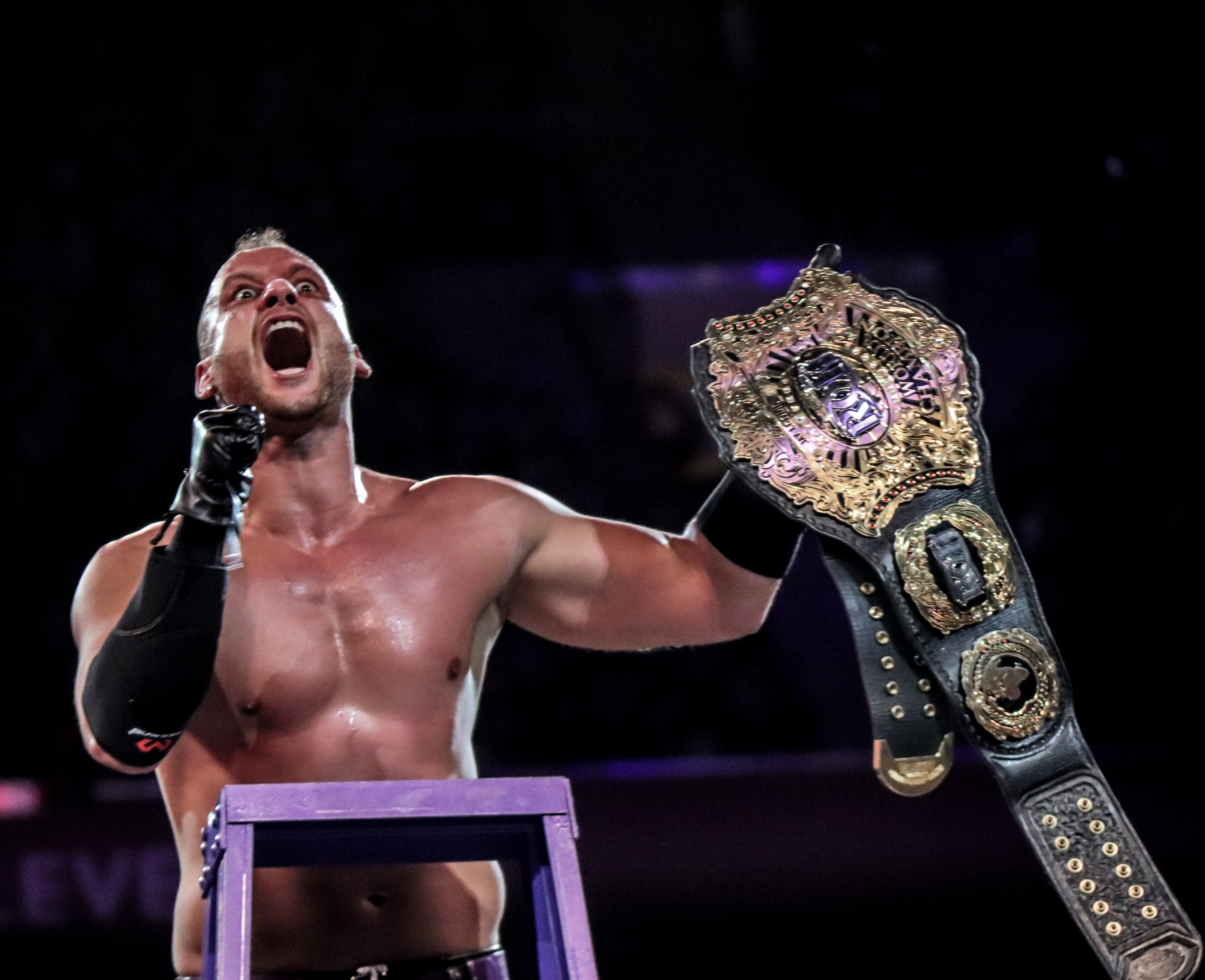
ROH世界王座

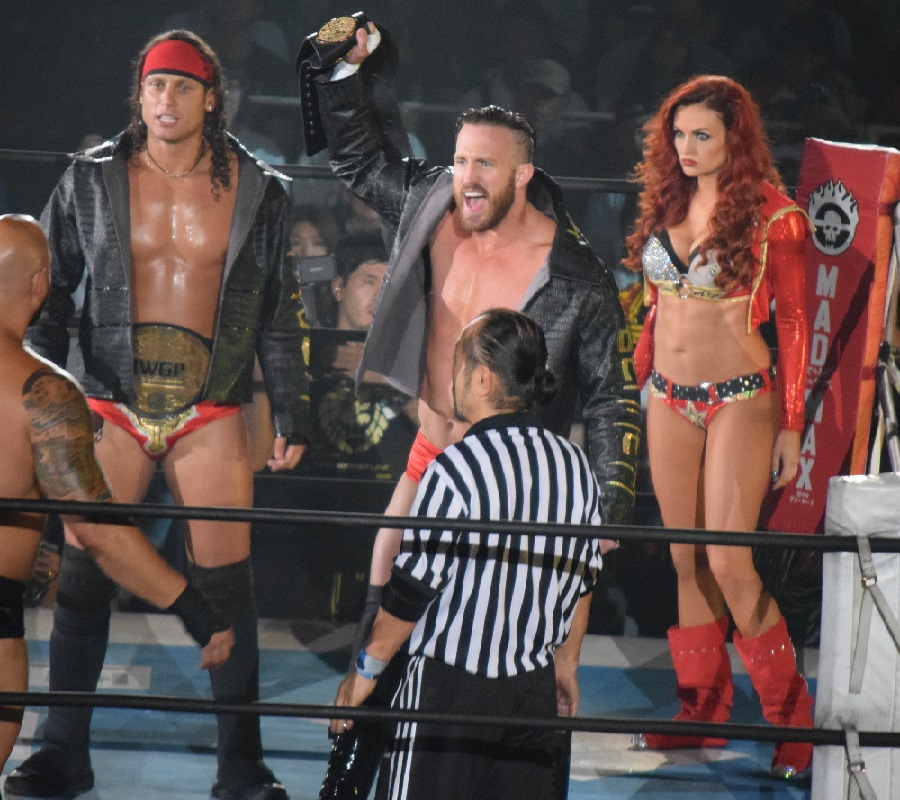
IWGPタッグ王座

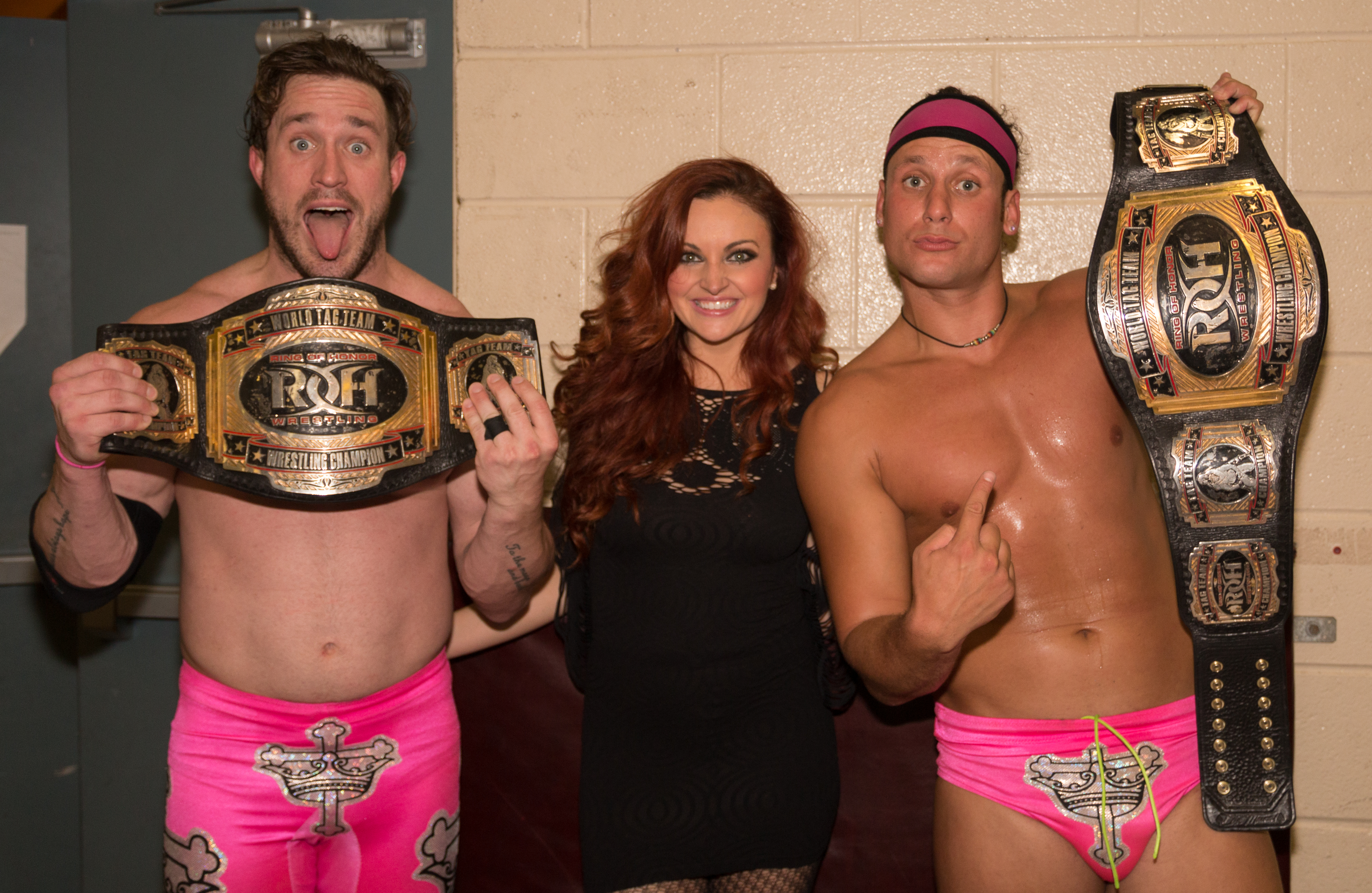
ROH世界タッグ王座

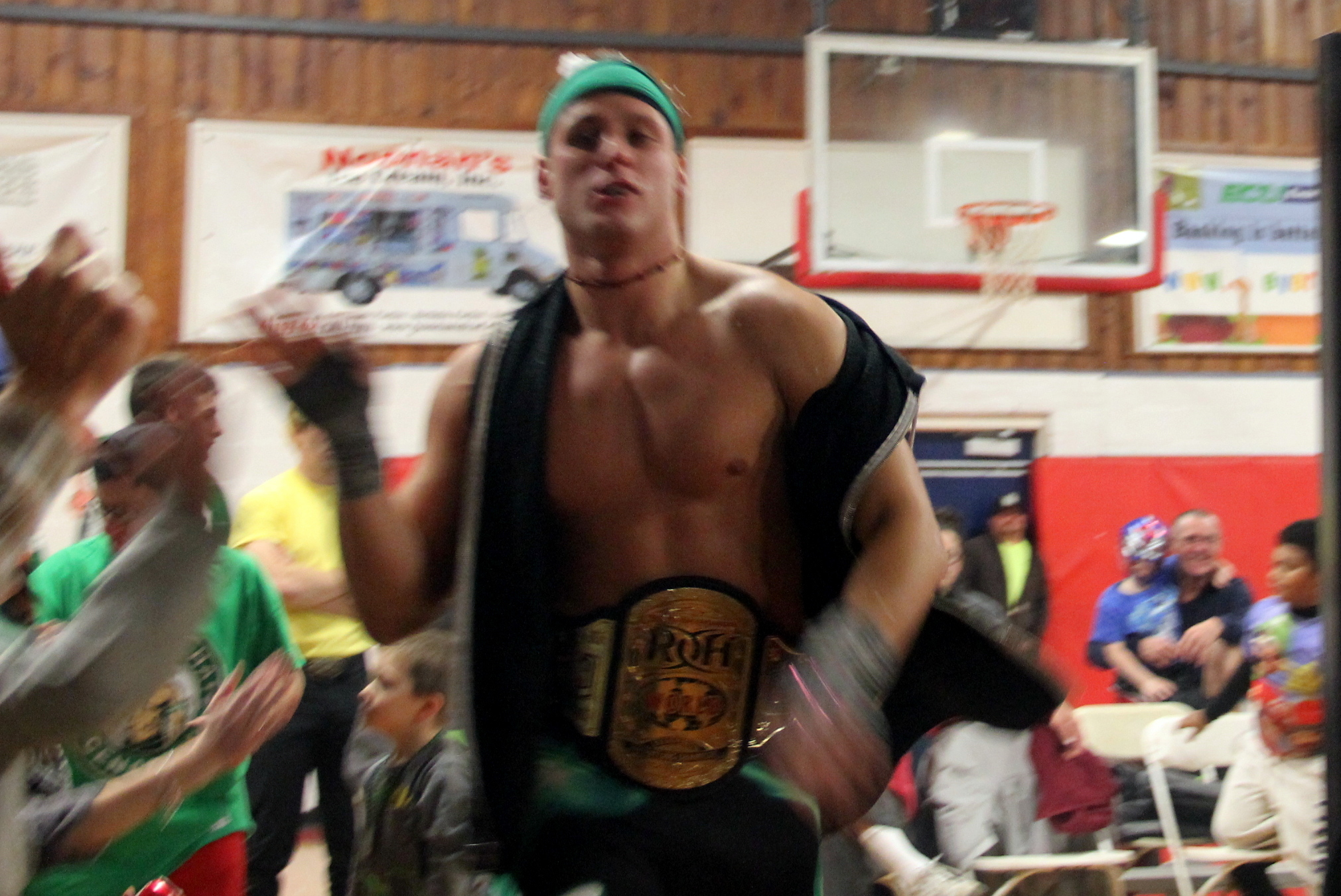
ROH世界TV王座を腰に巻くターバン

- ROH世界タッグ王座（第43代、61、68代 , w/ マイケル・ベネット）
- ROH世界6人タッグ王座  w/ TKオライアン、ヴィニー・マーセグリア

新日本プロレス
- IWGPタッグ王座 （第67代 , w/ マイケル・ベネット）

CMLL
- NWA世界ヒストリックウェルター級王座（第8代）

CW（カオティック・レスリング）
- CWニューイングランド王座（第33代、35代）
- CWタッグチーム王座（第40代 , w / ヴィニー・マーセグリア）

## 入場テーマ曲
- So Unkind - 現在使用中
- Pretty Handsome Awkward / The Used
- The Hoopla
- Damage